# Neocompsa tenuissima
Neocompsa tenuissima är en skalbaggsart som först beskrevs av Bates 1885.  Neocompsa tenuissima ingår i släktet Neocompsa och familjen långhorningar. Inga underarter finns listade i Catalogue of Life.